# Sphaerophoria menthastri
Sphaerophoria menthastri är en tvåvingeart som först beskrevs av Carl von Linné 1758.  Sphaerophoria menthastri ingår i släktet sländblomflugor, och familjen blomflugor.
Artens utbredningsområde är Sverige. Inga underarter finns listade i Catalogue of Life.